# Habitatge al carrer Sant Cristòfol, 36 (Ulldecona)
L'Habitatge al carrer Sant Cristòfol, 36 és una obra d'Ulldecona (Montsià) inclosa a l'Inventari del Patrimoni Arquitectònic de Catalunya.

## Descripció
Edifici que delimita l'angle entre els carrers Sant Cristòfol i Mestre Guarch. Consta de planta, dos pisos i terrat. La façana principal, oberta al carrer Sant Cristòfol, hi ha una porta central allindada amb brancals de pedra i una finestra lateral de construcció moderna. En el primer pis es disposa dos balcons de pedra, i una fornícula en el mur amb la imatge de Sant Cristòfol. En el segon pis hi ha també dos balcons i la part superior sembla que ha estat feta de nou. L'arrebossat del mur està treballat amb uns relleus decoratius: en els forjat del mur es simulen carreus treballats amb encoixinat, mentre que en els frisos de separació de nivells hi ha motius vegetals estilitzats tot seguint l'estil noucentista.

## Història
Segons record del propietari es degué construir entre 1900 i1930.